# Шелашников, Николай Иванович
Николай Иванович Шелашников (1778—1837) — русский генерал, участник войн против Наполеона.

## Биография
Родился в 1778 году и происходил из дворян Московской губернии. Его брат Пётр Иванович Шелашников — камергер и надворный советник — был состоятельным помещиком и откупщиком, отцом писательницы Екатерины Петровны Лачиновой.
В службу вступил в 1795 году в Лейб-гвардии Преображенский полк, произведён 14 декабря 1797 года в прапорщики с определением в Рязанский мушкетёрский полк; с 1800 по 1803 года был в отставке.
С 1803 года по 1805 год служил в Астраханском гренадерском и с 1805 года по 1810 год — в Пензенском мушкетёрском (впоследствии переименованном в 45-й егерский) полках. С последним полком участвовал в походах против турок 1806, 1808 и 1809 годов, находился при блокаде и сдаче крепости Хотина (в 1806 году), а при взятии Браиловских ретраншементов 20 апреля 1809 года ранен ружейной пулей в грудь.
Состоя в чине майора, Шелашников в 1810 году, был переведён в Лейб-гвардии Гренадерский полк, в 1811 году назначен плац-майором в Астрахань, в октябре того же года назначен командиром Галицкого пехотного полка, в каковой должности состоял по 1822 года. Со своим полком участвовал в Отечественной войне 1812 года и Заграничных походах 1813—1815 годов и за отличие в сражении под Лейпцигом произведён в 1813 году в полковники.
В декабре 1821 года был произведён в генерал-майоры и в феврале 1822 года назначен командиром 3-й бригады 4-й пехотной дивизии; 12 декабря 1824 года был награждён орденом Св. Владимира 3-й степени, 5 июня 1827 года — орденом Св. Анны 1-й степени, а 26 ноября 1827 года за беспорочную выслугу 25 лет в офицерских чинах — орденом Св. Георгия 4-й степени (№ 4046 по кавалерскому списку Григоровича—Степанова).
Принимал участие в турецкой кампании 1828—1829 годов, в которой его бригада входила в состав отряда, осаждавшего крепость Силистрию (в 1828 году).
В декабре 1829 года Шелашников назначен окружным генералом 4-го округа Отдельного корпуса Внутренней стражи в городе Казани и в октябре 1830 года начальником штаба того же корпуса, в каковой должности состоял по день смерти; 25 июня 1833 года Шелашников произведён в генерал-лейтенанты.
Умер 12 (24) января 1837 года. был похоронен на Смоленском православном кладбище, вместе с Марией Ивановной Толстой.

## Семья
Жена, Мария Фёдоровна (?—1870). Их дети:
- Александр (31.3.1818—19.06.1863)
- Константин (1820—1888)
- Надежда (?—1877)
- Ольга (?—1884)